# أيل سيتكا
أيل سيتكا أو أيل سيتكا أسود الذيل (الاسم العلمي: Odocoileus hemionus sitkensis)، هي نويع من أيل طويل الأذنين، على غرار نويعات أيل أسود الذيل الكولومبي. وسميت هذه النويعات على مدينة سيتكا، وينبغي عدم الخلط بينه وبين أيل سيكا. وزنها في المتوسط بين 48 و90 كجم (106 و 198 رطل).